# 4686 Maisica
4686 Maisica este un asteroid din centura principală, descoperit pe 22 septembrie 1979 de Nikolai Cernîh.